# Средиземье
Средизе́мье (англ. Middle-earth; Э́ндор (кв. Endor); Э́ннорат (синд. Ennorath); буквально — Среди́нная земля́) — континент, место действия в вымышленной вселенной легендариума Дж. Р. Р. Толкина. В Средиземье полностью разворачиваются события «Хоббита» и «Властелина колец» и частично — «Сильмариллиона» и «Неоконченных сказаний».
Толкин подготовил несколько карт Средиземья и отдельных его областей, в которых происходят события его произведений. Не все они были опубликованы при жизни. Основными картами были те, которые были опубликованы в «Хоббите», «Властелине колец», «Сильмариллионе» и «Неоконченных сказаниях». Большинство событий конца Первой Эпохи имело место на субконтиненте Белерианд, который по завершении того периода ушёл под воду. Синие Горы на правом краю карты Белерианда — те же Синие Горы, которые появляются в левом верхнем углу карты Средиземья во Второй и Третьей эпохах. Карты Средиземья Толкина охватывают лишь небольшую часть мира: не показаны значительные части земель Руна и Харада, а также другие континенты.
Толкин не раз отмечал, что Средиземье находится на нашей Земле (точнее, «находилось» в далёком прошлом). Он говорил об этом и во «Властелине колец», и в письмах. По его словам, Третья Эпоха завершилась примерно шесть тысяч лет назад. Окрестности Шира — нынешняя Северо-Западная Европа (Хоббитон, например, помещён на той же широте, что и Оксфорд). Впрочем, в ответах на некоторые письма он отзывался о своих историях как о «вторичной реальности» (англ. secondary or sub-creational reality, secondary belief). Когда его в интервью в январе 1971 года спросили, можно ли считать, что описанное им происходило в иную эпоху, он ответил: «Нет… на другом уровне воображения — да». Тем не менее он подтвердил, что действие происходит на Земле; сравнивая Мидгард и Средиземье, он сказал: «О да, это одно и то же слово. Большинство людей делают ошибку, полагая, что Средиземье — другой мир или другая планета, как в научной фантастике, но это просто старомодное слово, обозначающее мир, в котором мы живём и который представлялся окружённым Океаном». В конце 1971 года он снова подтвердил, что описанное им — «краткий эпизод в истории» Земли.

## Название
Middle-earth — буквальный перевод на современный язык среднеанглийского middel-erde, произошедшего от староанглийского слова middangeard, которым назывался реальный, обитаемый людьми мир, находящийся посередине между небесами и преисподней. Толкин заимствовал термин из поэм английского монаха VIII века Киневульфа «Христос» и «Елена».
Eala Earendel engla beorohtast
Ofer middangeared monnum sended
Hail Earendel brightest of angels
Above Middle-earth sent under men
Приветствие Эаренделя, светлейшего из ангелов,
Над Средиземьем ниспослано людям.
 Поэма "Христос" I
На языке квенья Средиземье называлось Эндор или Эндорэ (кв. Endor, Endórë), «срединная земля», на синдарине это же название звучало как Эннорат (синд. Ennorath). В различные эпохи именовалось также Покинутыми Землями, Внешними Землями, Великими Землями.

### Переводы названия
- Средиземье (самый распространённый, появился в переводе «Властелина колец» В. С. Муравьёва и А. Кистяковского, вариант принадлежит А. Кистяковскому)
- Среднеземье («Властелин колец» в переводе Н. Григорьевой)
- Среднеземелье («Сильмариллион» в переводе З. А. Бобырь)
- Средьземелье («Властелин колец» в переводе М. Каменкович и В. Каррика)
- Средняя земля (буквальный перевод английского Middle-Earth).

## География
Средиземье представляет собой обширный континент с продолжительной береговой линией на западе, постепенно уходящей к юго-востоку. Берега Средиземья омываются Великим Морем (океаном). На севере воды моря Белегаэр образуют замерзающий залив Форохел, ограждённый цепями Голубых гор, где располагалось государство гномов-изгнанников из Эребора, на юге — Бельфалас, на берегах которого находится гондорский порт Пеларгир и могучий замок Дол Амрот, ещё дальше к югу — Умбар, цитадель корсаров. В регионе Линдон, на северо-западном побережье Средиземья, в заливе Лун стоит эльфийский город-порт Серые Гавани — единственное в Средиземье место, откуда корабли отправляются в Валинор. В Великое море впадают реки Изен (Ангрен), Брендивайн (Барандуин) и Андуин, а также множество более мелких рек.
Континент рассечён надвое хребтом под названием Мглистые горы, на севере которых находится крепость орков Гундабад. У западного подножия гор в долине Имладрис стоит эльфийский город-крепость Ривенделл. К западу от хребта расположены лесистые равнины Арнора и Эриадора (земли Серых следопытов), с которыми на юге граничит населённый хоббитами Шир, а на северо-востоке — территория бывшего королевства Ангмар. К востоку от хребта лежат торговые города Дэйл и Эсгарот на берегах Долгого озера, вотчина Бардингов, а также великое гномье царство Эребор, расположенное в пещерах Одинокой Горы. В южных отрогах Мглистых гор находится населённый энтами лес Фангорн, к северу от него — лес галадрим Лотлориен — владение Галадриэли, а к юго-западу — Изенгард, цитадель Сарумана.
С северо-восточных отрогов Мглистых гор стекает река Андуин, протекающая через степи королевства Рохан. Далее река течёт через Анориэн и Итилиэн и впадает в Великое Море в районе Бельфаласа. На её правом берегу лежит королевство южных дунэдайн Гондор со столицей в городе-крепости Минас Тирит, прямо на реке стоит гондорская крепость Осгилиат. На левом берегу находится захваченный Мордором Итилиэн. Далее к востоку от реки тянется цепочка Пепельных гор, отрезающих от всего мира Мордор — страну орков, троллей и тёмного властелина Саурона. С севера и юга Мордор также окружён горами. К югу от Гондора и Мордора лежит жаркая пустынная страна Харад (Harad), на западном берегу которого расположен Умбар. Харад делится на Ближний и Дальний Харад. К северо-востоку от него расположена страна Ханд (Khand).
Восток Средиземья мало описан — он населён в основном кочевыми племенами истерлингов, обитающих в степях к востоку от Рохана и юго-востоку от Долгого озера, на берегах внутреннего моря Рун.
Территория, охватываемая картой (созданной самим автором), — прямоугольник приблизительно 2000 на 1400 миль. Это примерно 7 млн км² (если не учитывать моря, то это соответствует территории Западной Европы).

## Народы Средиземья
В современной интерпретации (особенно под влиянием компьютерных игр) народы Средиземья часто называют расами, но в романе Толкина все эти существа были именно народами (англ. Peoples), а не расами.
- Люди (англ. Men). Большая часть Средиземья населена людьми разных национальностей и рас. Народы Арнора и Гондора составляют дунэдайн, потомки последних верных нуменорцев (следопыты Севера и Юга, гондорская аристократия, жители Белфаласа), потомки смешанных браков (например, в Лебеннине и в землях Артэдайна и Кардолана до падения королевств) и коренное население, жившее там до прихода нуменорских колонистов (пригоряне, горцы Белых гор, жители Лебеннина). В лесах Анориэна и Рохана жили таинственные лесовики-друэдайн, — коренастые, невысокие и почти не уступающие эльфам в искусстве жить и воевать в лесу. В Ангмаре и Рудауре жили свирепые холмовики, сгинувшие после падения Ангмара, южнее обитали дикари Дунланда, Энедвайта и Минхиррита, родственные халадинам Первой Эпохи и отчаянно ненавидящие нуменорцев, эльфов и друэдайн. Население Рохана (рохиррим) — светловолосые, высокие люди, занимающиеся в основном коневодством, но ведущие преимущественно оседлый образ жизни, в отличие от своих соседей, кочевников-истерлингов, живущих в степях Востока. Наконец, люди Юга — смуглые, темнокожие харадрим, о которых мало что известно. Бардинги, озёрники и беорнинги ведут преимущественно оседлый земледельческий образ жизни, однако если в жизни бардингов и озёрников важное значение играет торговля и ремёсла, то беорнинги занимаются преимущественно земледелием и переработкой леса и неохотно пускают через свои земли чужаков. Они схожи внешне и внутренне с рохиррим, так как предки последних пришли в Каленардон с севера — из сгинувшего королевства Рованиона (причём, если бардинги и озёрники были потомками жителей окраин и беженцев с юга, то рохиррим происходили от народа Эотед, потомков королевской армии, и правил ими наследник короны Рованиона, ставший первым предводителем Эотеда и предком королей Рохана). Крайний север населяют лоссоты — охотники на морского зверя, живущие в хижинах у залива Форохел и использующие лыжи для передвижения по снегу.
- Эльфы (англ. Elves) — условно бессмертные существа, наделённые врождённым волшебством, невероятной выносливостью и острым зрением. Они делятся на авари и эльдар (состоящих из трёх народов — ваниар, нолдор и тэлери, которые, в свою очередь, делятся на синдар и нандор). Они обитают в лесах Лихолесья (синдарские аристократы, основное население — нандор), Лотлориэна (нандор, синдар и некоторое количество нолдор), в Имладрисе (синдар, нолдор и небольшое количество прочих) и на побережье Великого Моря, в Митлонде (потомки фалатримов), Форлонде (нолдор) и Харлонде (синдар). Где-то далеко на Востоке, у Вод Пробуждения, древней прародины эльфов, живут последние и самые скрытные из эльфов — авари, отказавшиеся покинуть Средиземье и отправиться в Валинор[9][10].
- Гномы (англ. Dwarves) — низкорослый народ, сотворённый не демиургом Эру Илуватаром, а его учеником Аулэ. Гномы обитают в подземельях Кхазад-Дума, Эребора, Эред Луин, Серых гор и Железных Холмов, а также далёких восточных гор, добывая драгоценные камни и золото и славясь как непревзойдённые металлурги, кузнецы и ювелиры. После Войны Кольца гномы народа Дурина также заняли Сияющие Пещеры Агларонда в Рохане. Мало кто видел гномьих женщин; те же, кто видел, не всегда могли отличить их от молодых гномов-мужчин[11].
- Хоббиты (англ. Hobbits) — маленький человекоподобный народ ростом чуть больше метра, населяющий Шир — страну на северо-западе Эриадора на левом берегу Брендивина и в небольшом количестве в Пригорье. Их родина — берега Великой Реки к западу от Рованиона. Это маленький миролюбивый народец земледельцев, живущий патриархальным демократическим строем и номинально вассальный сначала Арнору, а затем Воссоединённому королевству. Внешне хоббиты похожи на вдвое уменьшенных людей (за что их прозвали полуросликами и перианами) с большими ступнями, поросшими густым мехом. Хоббиты состоят в отдалённом родстве с людьми.
- Орки (англ. Orcs), или гоблины (англ. Goblins) — жестокий народ, созданный Тёмным Властелином Мелькором ещё в незапамятные Древние Дни с помощью магических экспериментов над пленными эльфами. Это страшные существа с желтоватой или землистой кожей и раскосыми глазами[12], склонные к немотивированной жестокости, поеданию плоти разумных существ и каннибализму. Поскольку они были сотворены в то время, когда Солнца ещё не существовало, то боятся яркого солнечного света, и поэтому обитают преимущественно в подземных пещерах, где часто воюют с гномами. Преемник Мелькора, Саурон, к концу Третьей Эпохи вывел особую породу орков, получивших название урук-хай (буквально — «народ орков») и отличавшихся чёрной как смоль кожей, крупными размерами, физической силой и способностью переносить солнечный свет. Волшебник Саруман, подражая Саурону в его деяниях, принимал к себе на службу спустившихся с гор урук-хай и даже проводил опыты по скрещиванию орков с людьми, итогом которых стали полуорки, сражавшиеся в войске Изенгарда наряду с чистокровными орками. Основные места их обитания — Мордор, Изенгард, Мория и горы в районе Гундабада[11], а также другие подземные пространства Мглистых и Серых гор, например, Город Гоблинов.
- Тролли (англ. Trolls) — гигантские существа, сотворённые Мелькором из камня в насмешку над энтами. Рост троллей сопоставим с ростом энтов. Упоминаются несколько их видов:
  - снежные (с ними сравнивают Хельма, короля Рохана)
  - каменные (боятся солнца, превращаются в камень от его лучей). Некоторые разговаривают на вестроне и имеют вполне «людские» имена (в «Хоббите» одного из троллей, напавших на отряд Торина, звали Уильям Хиггинс),
  - горные
  - пещерные
  - «Ологхай» (англ. Olog-Hai, на Чёрном Наречии «племя троллей») — тролли, обитавшие в южном Лихолесье и на севере Мордора. Их вывел Саурон в конце Третьей Эпохи. Очень сильные, очень ловкие, достаточно сообразительные и одни из немногих троллей, освоивших Чёрное Наречие. В отличие от исконных троллей, не боялись солнечного света, пока ими повелевал Саурон.
- Энты (англ. Ents) — народ гигантских древоподобных существ, ростом 12-14 футов, стражей леса, населяющих лес Фангорн, аналог русских леших, сотворённых Эру по просьбе Валиэ Йаванны в противовес гномам — творениям её супруга Аулэ. Предводитель энтов Третьей Эпохи — Древобород. В древности энты-мужчины расстались со своими жёнами, и с тех пор много тысячелетий искали их. Энты медлительны, миролюбивы и фанатично преданы природе (поскольку фактически являются частью флоры Средиземья)[13].

## Флора и фауна
Средиземье населено совершенно обычными земными животными и растениями. Из диких животных упоминаются медведи, лисы, волки, олени, лани. В хозяйстве жители Средиземья используют лошадей и пони. Наиболее распространённые сельскохозяйственные культуры — пшеница, рожь, ячмень, разнообразные корнеплоды (в частности, картофель), табак и др. В землях Гондора культивируется виноград и распространено виноделие.
Из неизвестных на Земле растений упоминаются: маллорн (гигантские деревья, из которых состоит лес Лотлориэн), ателас (королевский лист — целебное растение, которое, по преданию, дунэдайн принесли с собой из Нуменора), Белое Древо Нимлот (потомок светоносного Телпериона, Древнейшего из Дерев), являющееся государственным символом Гондора и вышитое Арвен на знамени короля Эллесара.
Некоторые животные (и даже растения) Средиземья наделены даром речи (как пониманием, так и способностью говорить). Например, чёрный дрозд в «Хоббите» прекрасно понимает человеческую речь, а лучник Бард из Эсгарота, в свою очередь, понимает стрекот дрозда. Упоминается, что это умение передалось Барду по наследству — никто другой дрозда не понимает. Зато ворон Роак не только понимает речь, но и говорит с хоббитами и гномами на вестроне. Кроме того, даром речи владеют гигантские орлы, живущие в восточных отрогах Мглистых гор. На вестроне общаются и гигантские пауки, обитающие в Лихолесье. На Чёрном наречии также могли говорить волколаки.
Из растений, обладавших даром речи, наиболее известна Старая Ива (англ. Old Man Willow), чуть было не погубившая Перегрина Тука и Мериадока Брендибака, который пригрозил перекусить обоих, если их товарищи (Фродо и Сэм) не уберут огонь от его корней. Кроме того, Старая Ива обладает даром гипноза.

## Астрономические сведения
Эти сведения весьма скудны, но небо над Средиземьем тоже весьма напоминает земное. Так, в «Хоббите» Бильбо ориентируется по Большой Медведице (хоббиты называют это созвездие Серпом). По небу ходят Солнце и Луна. В трилогии «Властелин Колец», во время бегства хоббитов из Шира, Фродо, Сэм и Перегрин разглядывают Небесного Воина Менельвагора (в котором безошибочно угадывается Орион); на востоке всходит, сияя рубиновым цветом, красный Боргиль (вероятно, Альдебаран); кроме того, видна Звёздная Сеть — Реммират (вероятно, Плеяды).
В Приложении к трилогии, описывая ширский календарь, Толкин указывает продолжительность года в Средиземье — 365 дней, 5 часов, 48 минут, 46 секунд. Эта величина практически до секунд совпадает с земным тропическим годом.

## Легендариум
- «Хоббит, или Туда и обратно» (1937)
- «Властелин колец»:
  - «Братство кольца» (1954)
  - «Две крепости» (1954)
  - «Возвращение короля» (1955)
- «Приключения Тома Бомбадила и другие стихи из Алой книги» (1962)
- «Сильмариллион» (1977, под редакцией Кристофера Толкина)
- «Неоконченные предания Нуменора и Средиземья» (1980, под редакцией Кристофера Толкина)
- «История Средиземья» (под редакцией Кристофера Толкина):
  - «Книга утраченных сказаний», том 1 (1983)
  - «Книга утраченных сказаний», том 2 (1984)
  - «Песни Белерианда» (1985)
  - «Устроение Средиземья» (1986)
  - «Утраченный путь и другие произведения» (1987)
  - «Возвращение Тени» (1988)
  - «Измена Изенгарда» (1989)
  - «Война Кольца» (1990)
  - «Саурон Побеждённый» (1992)
  - «Кольцо Моргота» (1993)
  - «Война Самоцветов» (1994)
  - «Народы Средиземья» (1996)
- «Дети Хурина» (2007, под редакцией Кристофера Толкина)
- «Берен и Лутиэн» (2017, под редакцией Кристофера Толкина)
- «Падение Гондолина» (2018, под редакцией Кристофера Толкина)
- «Природа Средиземья» (2021, под редакцией Карла Ф. Хостеттера)
- «Падение Нуменора» (2022, под редакцией Брайана Сибли)